# Кувиця
Куви́ця (ребро, свиріль, най, флейта Пана) — український народний інструмент, флейта Пана.